# Димитър Цонев
 Тази статия е за българския журналист и водещ.  За българския просветен деец вижте Димитър Цонев (учител).  
Димитър Костов Цонев е български журналист и телевизионен водещ.

## Биография
Димитър Цонев е роден на 30 август 1959 г. в София. Син е на актьора Коста Цонев и телевизионната говорителка Анахид Тачева. Завършва право в Софийския университет „Св. Климент Охридски“.
В периода от 1986 до 1991 г. е редактор в „Международна информация“ и в Балкански информационен пул в „София прес“. От 1991 до 2002 г. е водещ на новинарската емисия „По света и у нас“ по Канал 1 на Българската национална телевизия.
През 2002 г. участва в конкурса, обявен от Съвета за електронни медии, за генерален директор на БНТ, но СЕМ избира Кирил Гоцев. Цонев обжалва пред Върховния административен съд, но петчленен състав на ВАС отхвърля окончателно жалбата.
От 1 октомври 2002 г. е назначен за говорител на кабинета на Симеон Сакскобургготски, а след това е пиар на Българската телекомуникационна компания. През септември 2008 г. се завръща в БНТ, където става заместник програмен директор и до 2010 г. е водещ и продуцент на предаването „В неделя с...“ заедно с Камен Воденичаров. През 2011 г. Цонев напуска, като предаването е преименувано на „Неделя по 3“, а Воденичаров остава водещ до 2014 г.
От октомври 2011 г. до октомври 2012 г. води публицистичното предаване „24/7“ по bTV Action (бившата PRO.BG), а след това до март 2014 г. заедно с Цветанка Ризова води предаването „Лице в лице“ по bTV. От 17 март 2014 г. времетраенето на предаването се съкращава значително и Цонев, като външен продуцент, напуска телевизията, докато Цветанка Ризова остава титулярен водещ на предаването. От 2014 г. се завръща в БНТ, където е водещ на публицистичното предаване „Още от деня“ по БНТ 1 до смъртта си през август 2016 г.
Член е на Съюза на българските журналисти. Владее английски и френски език.
Със съпругата си Марияна имат две деца – Деси Цонева и Димитър Цонев–младши.
Умира на 23 август 2016 г. вследствие на масивен инсулт.

## Филмография
Автор е на 17 документални филма, между които „Професия полицай“, „Избори по американски“, „Туризмът в САЩ“ и др. Председател е на Училищното настоятелство на Националния учебен комплекс по култура в Горна баня от 1993 г. и е на изборна длъжност във фондация „Мария Мортисори“, учредена от училищното настоятелство.
През 1971 г. участва като дете в игралния филм „Таралежите се раждат без бодли“.
- Таралежите се раждат без бодли (1971) – Митко